# Mount Overill
Mount Overill är ett berg i Kanada.   Det ligger i provinsen British Columbia, i den sydvästra delen av landet, 3 700 km väster om huvudstaden Ottawa. Toppen på Mount Overill är 2 354 meter över havet.
Terrängen runt Mount Overill är kuperad söderut, men norrut är den bergig. Trakten runt Mount Overill är nära nog obefolkad, med mindre än två invånare per kvadratkilometer.. Det finns inga samhällen i närheten. 
Trakten runt Mount Overill är permanent täckt av is och snö.